# 江西财经大学
江西财经大学 （页面存档备份，存于）位于江西省南昌市新建区蛟桥街道办，是一所财政部、教育部、江西省人民政府共建，以经济、管理类学科为主，法、工、文、理、艺术等学科协调发展的高等财经学府。江西财经大学是“中西部高校基础能力建设工程”高校之一(2012)、江西省一流学科建设高校(2021)。

## 历史沿革[4]
（一）1923-1958年：省立商业学校阶段
- 1923年秋，成立江西省立商业学校；
- 1927年2月，江西省立南昌职业学校；
- 1927年11月，江西省立第二职业学校；
- 1935年11月，江西省立南昌商业职业学校；
- 1937年8月起，为躲避日寇侵袭，学校几经迁徙，陆续迁往新建、安福、靖安、兴国、泰和、永丰；[5]
- 1942年1月，江西省立南昌高级商业职业学校；
- 1946年1月，经省教育厅同意，江西省立南昌高级商业职业学校迁回南昌；
- 1949年10月，江西省立财政经济学校（同年11月，上饶银行学校并入）；
- 1950年9月，江西省立财政经济专科学校；
- 1952年9月，江西省立赣州职业学校财经科并入；
- 1954年2月，江西省财政学校；
- 1954年5月，国家统计局南昌统计学校；
- 1955年1月，国家统计局衡阳统计学校并入。

（二）1958-1968年：江西财政经济学院期间
- 1958年8月，成立江西财政经济学院；
- 1962年7月，江西省财政贸易学校；
- 1965年8月，江西省财贸干部学校；
- 1968年10月起，江西省财贸干部学校下放；
- 1973年2月，恢复江西省财贸干部学校。

（三）1978-1996年：江西财经学院期间
- 1978年8月，在江西省财贸干部学校基础上重建江西财经学院；
- 1980年，经国务院批准，转为财政部直属高校。[6]

（四）1996年-至今：江西财经大学期间
- 1996年5月，与江南财经管理干部学院合并，经国家教委批准，组建江西财经大学；[7]
- 2000年，由财政部直属改为江西省属；
- 2002年1月，江西省南昌林业学校并入；
- 2003年5月，江西工业职业技术学院电子信息分院并入；
- 2012年5月，进入财政部、教育部与省共建的行列。[8]

## 院系设置[9]
- 工商管理学院、MBA教育学院（工商管理（智能商务）、市场营销（数字营销）、人力资源管理（数字人力）、物流管理（智慧供应链）、国际市场营销）[10]

- 财税与公共管理学院（财政学、税收学、劳动与社会保障、行政管理）[11]
- 会计学院 (会计学、财务管理、会计学（注册会计师）、会计学（CIMA方向-特许管理会计师）、会计学（ACCA方向-英国特许注册会计师）、会计学（职教本科合作实验班）)[12]
- 国际经贸学院（国际经济与贸易、国际商务、电子商务、国际经济与贸易(职教本科合作实验班) 、电子商务(职教本科合作实验班)）[13]
- 经济学院（经济学、国民经济管理、数字经济）[14]
- 金融学院 （金融学[15]、保险学[16]、金融工程[17]、投资学[18]、金融学（FRM方向—全球金融风险管理师）[19]）
- 统计与数据科学学院（经济统计学、应用统计学、精算学）[20]
- 信息管理学院（信息管理与信息系统（金融智能）[21]、计算机科学与技术（财经大数据管理）[22]、信息与计算科学（经济计量）[23]、数据科学与大数据技术[24]）
- 法学院（法学、法学（法务会计）、法学（数据法学）、法学（国际经济法））[25]
- 软件与物联网工程学院（用友软件学院）（物联网工程、软件工程（中外合作办学）、软件工程）
- 外国语学院（商务英语、日语）
- 人文学院（社会工作、新闻学、广告学、文化产业管理、汉语国际教育）
- 应用经济学院（数字经济学院）（数字经济）
- 艺术学院（音乐学、视觉传达设计、数字媒体艺术、环境设计、产品设计、虚拟现实技术）
- 体育学院（社会体育指导与管理）
- 马克思主义学院
- MBA教育学院
- 国际学院（会计学（国际会计）、金融学（国际投资与金融）、金融学（CFA方向-注册金融分析师）、国际经济与贸易（CITF方向-特许国际贸易金融师））
- 创业教育学院
- 继续教育学院（远程教育中心）
- 海外教育学院（汉语国际推广中心）
- 虚拟现实（VR）现代产业学院
- 现代经济管理学院

## 历任校长
江西省立商业学校时期
- 卢维周 1923-1926.10 校长
- 罗静远 1926.11-1927.2 维持员

江西省立南昌职业学校（分工业、美术、商业、女子四部）时期:
- 刘一峰 1927.2-1927.11 校委员长
- 张勋载 1927.2-1927.11 商业部委员

江西省立第二职业学校时期
- 罗静远 1927.11-1935.10 校长

江西省立南昌商业职业学校时期
- 罗静远 1935.11-1941.10 校长

江西省立南昌高级商业职业学校时期
- 周浴德 1942.1-1946.11 校长
- 万斯年 1946.11-1949.8 校长

江西省立财经学校时期
- 韩秉三 1949.10-1950.9 校长

江西省立财政经济专科学校时期
- 韩秉三 1950.9-1951.1 校长
- 牛荫冠 1951.1-1952 校长（兼）
- 黄谷怀 1951.1-1952夏 副校长（主持校务工作）
- 刘方申 1952夏-1952冬 副校长（主持校务工作）
- 尚 友 1952冬-1953秋 校长
- 刘方申 1953秋-1954.2 副校长（主持校务工作）

江西省财政学校时期
- 张 鹏 1954.2-1955.1 校长

国家统计局南昌统计学校时期
- 张 鹏 1954.5-1955.1 校长
- 王荫桐 1955.1-1958.7 校长

江西财政经济学院时期
- 李杰庸 1958.8-1962.7 院长(兼)
- 刘昌东 1958.8-1962.7 党委书记

江西省财政贸易学校时期
- 范 甫 1962.7-1965.7 校长

江西省财贸干部学校时期
- 范 甫 1965.8-1966.5 校长
- 孙传煃 1965.8-1966.5 党委书记
- 孙传煃 1973.3-1978.7 校长

江西财经学院时期
- 1979.4-1983.5
孙传煃 党委副书记、副院长（主持工作）
- 1983.6-1984.3
孙传煃 党委书记
裘宗舜 副院长（主持行政工作）
- 1984.3-1985.12
孙传煃 党委书记
裘宗舜 代理院长
- 1985.12-1987.7
孙传煃 党委书记
彭聚先 院长
- 1987.7-1988.9
孙传煃 党委书记
许 昕 副院长（主持行政工作）
- 1988.9-1992.11
宋醒民 院长
饶炳江 党委书记
- 1992.11-1995.2
宋醒民 院长
漆 权 副书记（主持党委工作）
- 1995.2-1996.7
漆 权 党委书记
史忠良 院长

江西财经大学时期
- 1996.7-2000.4 
漆 权 党委书记
史忠良 校长
- 2000.4—2004.9
伍世安 党委书记
史忠良 校长
- 2004.9—2008.6
伍世安 党委书记
廖进球 校长
- 2008.6—2017.5
廖进球 党委书记
王乔 校长
- 2017.5—2020.11
王乔 党委书记
卢福财 校长

## 现任领导
- 校党委书记：卢福财
- 校长、党委副书记：邓辉
- 党委副书记：朱小理
- 党委常委、副校长: 刘小丽
- 党委常委、副校长: 阙善栋
- 党委常委、副校长：欧阳康
- 党委常委、副校长：袁雄
- 党委常委、副校长：袁红林
- 党委常委、副校长：李春根
- 纪委书记：杨建林